# Inga densiflora
Inga densiflora är en ärtväxtart som beskrevs av George Bentham. Inga densiflora ingår i släktet Inga och familjen ärtväxter. IUCN kategoriserar arten globalt som livskraftig. Inga underarter finns listade i Catalogue of Life.